# Gare de Saint-Clément - Laronxe
La gare de Saint-Clément - Laronxe (anciennement Saint-Clément) est une gare ferroviaire française de la ligne de Lunéville à Saint-Dié, située sur le territoire de la Saint-Clément, à proximité de Laronxe, dans le département de Meurthe-et-Moselle, en région Grand Est.
Elle est mise en service en 1864, par la Compagnie des chemins de fer de l'Est.
C'est une halte voyageurs de la Société nationale des chemins de fer français (SNCF), desservie par des trains régionaux du réseau TER Grand Est. Déclassé et vendu en 2011, l'ancien bâtiment voyageurs est devenu une habitation privée.

## Situation ferroviaire
Établie à 251 mètres d'altitude, la gare de Saint-Clément - Laronxe est située au point kilométrique (PK) 395,821 de la ligne de Lunéville à Saint-Dié (voie unique), entre les gares de Lunéville et de Chenevières.
Gare d'évitement, elle dispose d'une deuxième voie pour le croisement des trains.

## Histoire
La gare de Saint-Clément est mise en service le 17 mai 1864 par la Compagnie des chemins de fer de l'Est, lorsqu'elle ouvre à l'exploitation la section de Lunéville à  Raon-l'Étape - Laneuveville.
Lors de la Guerre de 1870, le trafic est interrompu en septembre et ne reprend que le 21 mars 1871. Après le conflit, la ligne est reposée sur les neuf premiers kilomètres que les allemands avaient déposés pour une autre utilisation. À Saint-Clément la compagnie établit une voie d'évitement et un petit pavillon à usage de lampisterie et de dépôt de pétrole.
Le 5 décembre 1907, la Compagnie de l'Est présente un projet pour l'établissement d'une voie de garage et le 10 août 1910 elle demande que ces travaux soient déclarés d'utilité publique. Après enquête, un décret du 22 juillet 1911 déclare d'utilité publique les travaux à exécuter pour l'établissement d'une voie de garage et d'une voie de débord. La compagnie est chargée d'exécuter les expropriations des terrains à acquérir.
Le 7 janvier 1913 la gare de Saint-Clément est renommée « Saint-Clément - Laronxe », à l'initiative de la compagnie du fait d'homonymie avec des gares d'autres réseaux.
Lors de la Première Guerre mondiale un bataillon allemand spécialisé dans la remise en état des chemins de fer, construit en gare des « quais improvisés » les 8 et 9 septembre 1914.
Lors de la Seconde Guerre mondiale, l'administration des chemins de fer démonte, en 1943, la deuxième voie entre Lunéville et Saint-Clément pour réutiliser les rails sur d'autres lignes à l'Est. Après le débarquement de Normandie des munitions, en provenance des dépôts de la papeterie de Chenevières, sont chargées sur des wagons en gare. Le personnel de la SNCF s'active auprès des allemands pour que les trains partent au plus vite de la gare. Le 27 août 1944 c'est un chargement de poudre et de cheddite qui est rapidement chargé et évacué. Le lendemain, le 28 août, un nouveau chargement de munitions attend sa locomotive , mais elle a été bloquée sur la voie, entre Saint-Clément et Moncel-lès-Lunéville, par une attaque de l'armée américaine. Une escadrille d'avions américains attaque en piqué le train stationné en gare dont les premiers wagons prennent feu envoyant en tout sens les balles, obus et grenades qu'ils contiennent. L'incendie se propage aux autres wagons qui contiennent notamment des « torpilles », engins en tôle de plus d'un mètre de long chargés de poudre. Les explosions sont puissantes, détruisant par le souffle et par incendie, la gare et une grande partie des constructions du quartier mais aussi de l'ensemble du village. Les habitants vont réussir à se mettre à l'abri pendant les cinq heures pendant lesquels les explosions se succèdent envoyant des projectiles jusqu'à plus d'un kilomètre. Un seul habitant, René Krommenacker, est tué, mais la gare est totalement détruite et le village dévasté.

## Fréquentation
De 2015 à 2024, selon les estimations de la SNCF, la fréquentation annuelle de la gare s'élève aux nombres indiqués dans le tableau ci-dessous.
| Année     | 2015   | 2016   | 2017   | 2018   | 2019   | 2020   | 2021   | 2022   | 2023   | 2024   |
| --------- | ------ | ------ | ------ | ------ | ------ | ------ | ------ | ------ | ------ | ------ |
| Voyageurs | 33 290 | 27 597 | 25 189 | 24 874 | 27 866 | 19 686 | 23 411 | 27 549 | 30 776 | 24 326 |

## Service des voyageurs

### Accueil
Halte SNCF, c'est un point d'arrêt non géré (PANG) à accès libre. Elle est équipée d'un automate pour l'achat de titres de transport TER.

### Desserte
Saint-Clément - Laronxe est desservie par des trains TER Grand Est de la relation de Nancy à Saint-Dié-des-Vosges.

Installations de la halte
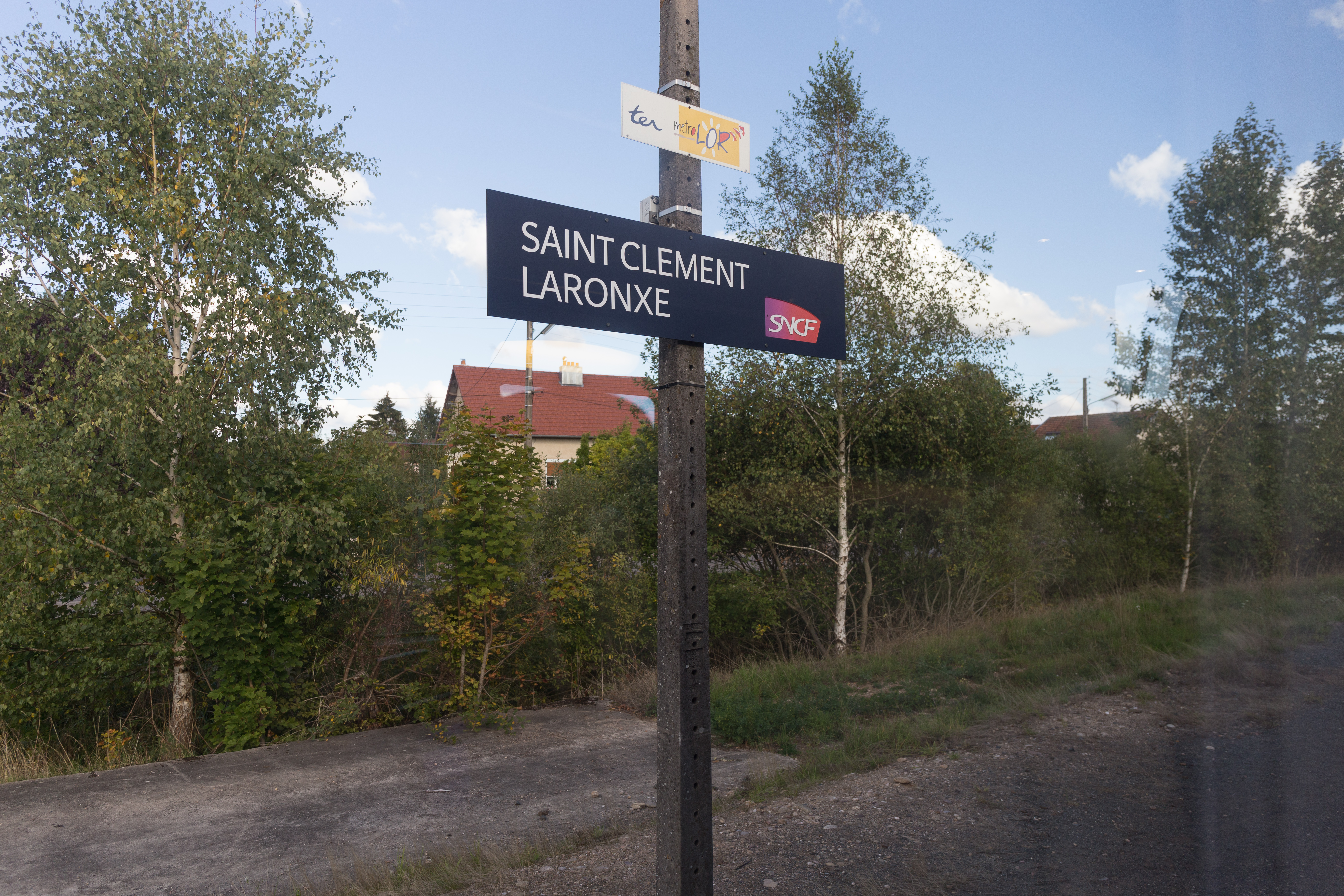
Panneau de quai.
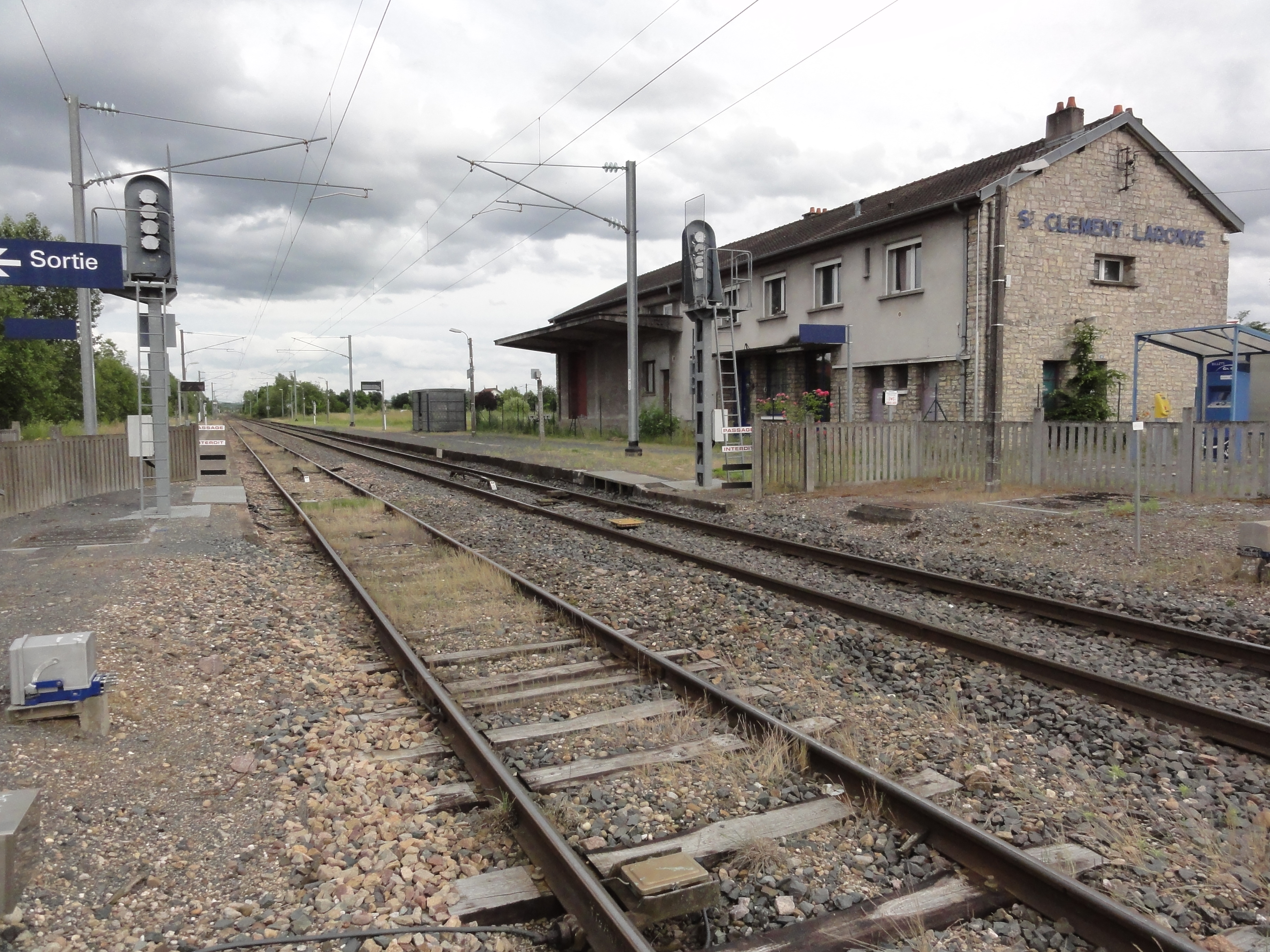
Voies et quais.

## Patrimoine ferroviaire
L'ancien bâtiment voyageurs, déclassé et vendu en 2011, est devenu un lieu d'habitation privé.